# 本土
本土（英語：Mainland），也作「內陸」（英語：Inland region），指領土的主要部分。當領土組成部分包含一塊較大的陸地或島嶼，與周圍若干附屬島嶼，其較大的陸地或島嶼即稱為「本土」。
本土又指乡土，指原来生长地，意即故鄉、家鄉的意思。
大日本帝國將海外領地與殖民地稱為外地；將本土稱為內地，以示地域上的區隔，並對兩地人民施以差別待遇。

## 相對詞
- 離島
- 内地
- 本土主義